# Leet
Beseda leet ali l33t, ki zaznamuje strokovnjaka na svojem področju, izhaja iz besede elite, tj. elita, nekaj več kot navadnen Zemljan. Uporabljajo svojo pisavo, ki je zaznamovana s številkami in slengovskimi besedami. Pogosto se uporabljajo tudi drugi, nestandardni znaki s tipkovnice, kot so #, [, {, §, |, /, \ ... Jezik se je razvil med igralci, hekerji in ostalimi računalnikarji, sprva verjetno zaradi šifriranja zapisa, ki ga »navadni« Zemljani ne razumejo, pozneje pa se uporablja predvsem zaradi šal in prikaza, da dotična oseba obvlada računalnik in internet.
L33t je poleg slengovskih besed prevzel tudi slovnične značilnosti angleščine.

## Šifriranje zapisa
| A | B *                                      | C           | D *                                         | E                 | F                       | G *                         | H                                                  | I *                     | J                  | K             | L *                | M | N                                                          | O *              | P                                                 | Q                    | R *                                               | S              | T *               | U                 | V         | W                                                                              | X                        | Y                    | Z *             |
| --- | ---------------------------------------- | ----------- | ------------------------------------------- | ----------------- | ----------------------- | --------------------------- | -------------------------------------------------- | ----------------------- | ------------------ | ------------- | ------------------ | --- | ---------------------------------------------------------- | ---------------- | ------------------------------------------------- | -------------------- | ------------------------------------------------- | -------------- | ----------------- | ----------------- | --------- | ------------------------------------------------------------------------------ | ------------------------ | -------------------- | --------------- |
| 4 /\ @ /-\ ^ aye ∂ ci λ Z | 6 13 I3 \|3 ß P> \|: !3 (3 /3 )3 \|-] ]3 | ¢ < ( { [ © | ) \|) \|o ∂ ]) [) (\| I> \|> ? T) 0 I7 ð cl | 3 & € £ ë [- \|=- | ƒ \|# ]= ph } \|= (= I= | 6 & (_+ 9 C- gee (γ, (_- cj | /-/ [-] ]-[ )-( (-) :-: \|~\| \|-\| ]~[ }{ ? }-{ # | 1 ! \| eye 3y3 ¡ ][ : ] | _\| _/ ] ¿ </ (/ ʝ | \|X \|< \|{ ɮ | 1 £ 1_ \| \|_ lJ ¬ | \|v\| em ]V[ (T) [V] nn //\\//\\ \|\/\| /\/\ (u) (V) (\/) /\|\ ^^ /\|/\| //. .\\ /^^\ /V\ []\/[] \|^^\| | \|\\| ^/ //\\// /\/ [\] <\> {\} []\ // [] /V ₪ []\[] ]\[ ~ | 0 () oh [] p ¤ Ω | \|* \|o \|º \|^(o) \|> \|" ? 9 []D \|̊ \|7 q þ ¶ ℗ | (_,) ()_ 0_ <\| 9 O, | 2 12 \|? /2 I2 \|^ \|~ lz ® \|2 [z \|` l2 Я \|2 ʁ | 5 $ z § ehs es | 7 + -\|- 1 '][' † | M \|_\| Y3W L\| µ | \/ √ \\// | \/\/ vv '// \\' \^/ (n) \V/ \X/ \\|/ \_\|_/ \\//\\// \_:_/ (/\) ]I[ LL1 UU Ш ɰ | % >< Ж }{ ecks × * )( ex | j `/ `( -/ Ψ φ λ Ч ¥ | 2 ~/_ % >_ ʒ 7_ |
| - 0 se lahko uporabi za O (ali D) - 1 se lahko uporabi za I (ali L) - 2 se lahko uporabi za Z (ali R in Ä) - 3 se lahko uporabi za E - 4 se lahko uporabi za A - 5 se lahko uporabi za S - 6 se lahko uporabi za G (ali B) - 7 se lahko uporabi za T (ali L) - 8 se lahko uporabi za B - 9 se lahko uporabi za P (ali G in Q) Prosimo, upoštevajte, da se ta tabela uporabljaja kot vodilo, ne pa celotno prevajalno orodje, saj se l33tovščina zmeraj spreminja! |                                          |             |                                             |                   |                         |                             |                                                    |                         |                    |               |                    | |                                                            |                  |                                                   |                      |                                                   |                |                   |                   |           |                                                                                |                          |                      |                 |

## Končnice besed
Značilne so predvsem tri glavne končnice besed, prevzete iz angleščine in prevedene v l33t:
- x0r ali z0r, kar bi v standarni angleščini zapisali kot končnici -er ali -or pri izpeljavi samostalnika iz glagola. Primer sta besedi pwnz0r (tisti, ki pwna) in h4x0r (heker).
- -age, ki se uporablja pri tvorbi glagolnika, npr. 0wn4g3.
- -ed, ki se v l33tovščini lahko spremeni tudi v -t, tako pwned postane pwnt.

## Slovarček značilnih besed in kratic
| Slengovska beseda ali kratica | Prevod |
| ----------------------------- | --- |
| brb                           | ang. be right back, takoj bom nazaj |
| bbl                           | ang. be back later, vrnem se kasneje |
| g33k                          | računalniški piflar oz. tisti, ki obvlada računalnike in govori l33t                                                                                     |
| FTW                           | ang. for the win, za zmago, vzlik ob zmagi, navdušenju                                                                                                   |
| gg                            | ang. good game, dobra igra |
| gm                            | ang. game master, mojster igre |
| gtg                           | ang. got to go, moram iti |
| imo, imho                     | ang. in my opinion, po mojem mnenju; in my humble/honest opinion, po mojem skromnem/globokem mnenju                                                      |
| k0                            | ang. knock out, nokautirati |
| kekeke                        | korejska romanizacija hahaha |
| lmao                          | ang. laughing my ass off, smejem se na vso moč |
| lol                           | ang. laughing out loud, smejim se na ves glas (v drugem pomenu Linux On-Line)                                                                            |
| l2p                           | ang. learn to play, nauči se igrati |
| n00b, n3wb, newb, fr00b       | ang. newbie, začetnik |
| n1                            | ang. nice one, lepo |
| omfg                          | ang. oh my fucking god, o moj prekleti Bog |
| pg                            | ang. pro gamer, profesionalni igralec |
| plox                          | ang. please, prosim |
| pr0n                          | ang. porn, pornografija |
| pwn pwn3d owned               | dobesedno osvajati, osvojeno, v prenesenem pomenu pa se uporablja, ko se nasprotnik ali sogovornik zelo zmoti s tem izrazom, pa se to še posebej poudari |
| rofl                          | ang. rolling on the floor laughing, valjam se po tleh od smeha                                                                                           |
| rtfm                          | ang. read the fucking manual, preberi jebena navodila |
| suxxor sux0rz                 | ang. suck, nekaj bednega, vzklik ob zaničevanju nečesa                                                                                                   |
| stfu                          | ang. shut the fuck up, utihni, jebenti! |
| t3h, teh                      | popačenka za angleški predlog the |
| tbh                           | ang. to be honest, če sem pošten |
| ttyl                          | ang. talk to you later, se slišiva kasneje |
| utfg                          | ang. use the fucking google, uporabi jebeni Google! |
| ul                            | ang. unlucky, brez sreče |
| wtv w/e                       | ang. whatever, kr neki |